# Groupe divisible
En mathématiques, et plus particulièrement en théorie des groupes, un groupe abélien divisible est un groupe abélien G tel que, pour tout nombre naturel n ≥ 1, on ait (en notation additive) G = nG. Ceci revient à dire que pour tout élément x de G et tout nombre naturel n ≥ 1, il existe au moins un élément y de G tel que x = ny. On peut étendre cette définition aux groupes non abéliens, un groupe divisible étant un groupe dans lequel (en notation multiplicative) tout élément est n-ième puissance, quel que soit l'entier naturel n ≥ 1. Parmi les groupes divisibles, toutefois, seuls les groupes divisibles abéliens constituent un chapitre classique de la théorie des groupes et il ne sera question que de ceux-ci dans le présent article.

## Exemples
- Le groupe additif ℚ des nombres rationnels est divisible.
- Plus généralement, le groupe additif de tout espace vectoriel sur le corps ℚ est divisible (on obtient ainsi tous les groupes divisibles sans torsion).
- Tout quotient d'un groupe divisible est divisible. En particulier, ℚ/ℤ est divisible.
- Pour un nombre premier p donné, la composante p-primaire ℤ[1/p]/ℤ de ℚ/ℤ — aussi notée ℤ(p∞) — est divisible. Ceci revient à dire que les groupes de Prüfer sont divisibles.
- Le groupe multiplicatif ℂ* des nombres complexes non nuls est divisible, puisqu'un complexe possède des racines n-ièmes pour tout n.

## Propriétés
- Un groupe abélien G est divisible si et seulement si G = pG pour tout nombre premier p[2].
- Un groupe abélien p-primaire (autrement dit un p-groupe abélien) est divisible si et seulement si G = pG[3].
- La somme directe d'une famille de groupes abéliens est divisible si et seulement si chacun de ces groupes est divisible[4].
- (Baer, 1940) Si f est un homomorphisme d'un groupe abélien A dans un groupe abélien divisible D, si B est un groupe abélien dont A est sous-groupe, f peut être prolongé en un homomorphisme de B dans D[5].
- Tout sous-groupe divisible d'un groupe abélien en est facteur direct[6]. (En effet, si un sous-groupe D d'un groupe abélien A est divisible, alors, d'après la propriété précédente, l'homomorphisme identité de D sur lui-même peut se prolonger en un homomorphisme de A sur D et on sait que ceci entraîne que D est facteur direct de A.)
- Tout groupe abélien peut être plongé dans un groupe abélien divisible[7].
- Un groupe abélien est divisible si et seulement s'il n'a pas de sous-groupe maximal[8].

## Théorème de structure des groupes abéliens divisibles
La structure des groupes abéliens divisibles est entièrement décrite par le théorème suivant :

Tout groupe abélien divisible est, de façon unique, la somme directe d'une famille (finie ou infinie) de groupes dont chacun est un groupe de Prüfer ou un groupe isomorphe au groupe additif ℚ des nombres rationnels.
Plus explicitement, pour tout groupe abélien divisible G :
soit finalement :{\displaystyle G\simeq \oplus _{p}\mathbb {Z} (p^{\infty })^{(I_{p})}\oplus \mathbb {Q} ^{(I)},}où T(G) est le sous-groupe de torsion et les Tp(G) ses composantes primaires, le cardinal de I est la dimension du ℚ-espace vectoriel dont G/T(G) est le groupe additif et le cardinal de Ip est la dimension du Fp-espace vectoriel dont le sous-groupe { g ∈ G | pg = 0 } de Tp(G) est le groupe additif.
Comme tout sous-groupe d'un groupe abélien de type fini est lui-même de type fini et que ni ℚ ni aucun groupe de Prüfer n'est de type fini, il en résulte qu'un groupe abélien divisible de type fini est forcément nul (ce qui peut se démontrer plus directement).

## Groupes abéliens réduits
On démontre que tout groupe abélien G admet un plus grand sous-groupe divisible, c'est-à-dire un sous-groupe divisible qui contient tous les autres. Ce sous-groupe est noté dG. Un groupe abélien G pour lequel dG = 0 (autrement dit un groupe abélien qui n'a que son sous-groupe nul comme sous-groupe divisible) est dit réduit. On démontre que tout groupe abélien G admet une décomposition en somme directe G = dG ⊕ R, où R est un groupe réduit.

## Généralisations
- La notion de groupe divisible peut être étendue à des A-modules, où A est un anneau de tel ou tel type. Par exemple, Bourbaki[12] définit un A-module divisible, A étant un anneau intègre, comme un A-module M tel que pour tout élément x de M et tout élément non nul a de A, il existe un élément y de M tel que x = ay. Un groupe abélien est alors divisible si et seulement s'il est divisible comme Z-module.
- La propriété des groupes divisibles énoncée dans le théorème de Baer (cf § Propriétés) est en fait caractéristique : un groupe abélien D est divisible si et seulement s'il la vérifie[13], autrement dit s'il est injectif comme Z-module (plus généralement, sur un anneau principal, les modules divisibles sont exactement les modules injectifs).